# Liste der Kreisstraßen im Landkreis Waldeck-Frankenberg
Die Liste der Kreisstraßen im Landkreis Waldeck-Frankenberg ist eine Auflistung der Kreisstraßen im hessischen Landkreis Waldeck-Frankenberg.

## Abkürzungen
- K: Kreisstraße
- L: Landesstraße

## Liste
Die Kreisstraßen im Regierungsbezirk Kassel behalten die ihnen zugewiesene Nummer nicht bei einem Wechsel in einen anderen Landkreis oder in eine kreisfreie Stadt. Nicht vorhandene bzw. nicht nachgewiesene Kreisstraßen werden in Kursivdruck gekennzeichnet, ebenso Straßen und Straßenabschnitte, die unabhängig vom Grund (Herabstufung zu einer Gemeindestraße oder Höherstufung) keine Kreisstraßen mehr sind. 
Der Straßenverlauf wird in der Regel von Nord nach Süd und von West nach Ost angegeben.
| Nr.   | Verlauf |
| ----- | --- |
| K 1   | in Rhoden – Wethen – K 2 – Landesgrenze – (K 25 im Kreis Höxter, Nordrhein-Westfalen)                                                                                             |
| K 2   | K 1 in Wethen – Landesgrenze – (K 14 im Kreis Höxter, Nordrhein-Westfalen) |
| K 3   | L 3081 – Hörle – Landesgrenze – (K 12 im Kreis Höxter, Nordrhein-Westfalen) |
| K 4   | L 3081 in Herbsen – K 5 – Külte – L 3080 |
| K 5   | – Schmillinghausen – K 4 in Herbsen |
| K 6   | L 3080 – Neu-Berich – Lütersheim – K 90 – L 3080 in Volkmarsen |
| K 7   | L 3080 in Wetterburg – |
| K 8   | L 3118 – Braunsen – |
| K 9   | L 3118 in Elleringhausen – Volkhardinghausen – in Landau |
| K 10  | L 3198 – Bühle – Kreisgrenze – (K 106 im Landkreis Kassel) |
| K 11  | L 3075 in Ehringen – Kreisgrenze – (K 90 im Landkreis Kassel) |
| K 12  | – L 3118 |
| K 14  | L 3083 in Ober-Waroldern – L 3118 in Höringhausen |
| K 15  | L 3083 – Strothe – K 16 – K 17 in Höringhausen |
| K 16  | L 3083 – Strothe – K 15 – in Meineringhausen |
| K 17  | L 3118 in Höringhausen – K 15 – |
| K 18  | (K 53 im Hochsauerlandkreis, Nordrhein-Westfalen) – Landesgrenze – K 61 in Welleringhausen                                                                                        |
| K 19  | Selbach – |
| K 20  | in Sachsenhausen – Ober-Werbe – K 21 – L 3200 in Nieder-Werbe |
| K 21  | L 3084 – K 23 in Oberwerba |
| K 22  | L 3086 in Nieder-Werbe – Scheid |
| K 23  | K 20 in Ober-Werbe – Oberwerba – L 3086 in Basdorf |
| K 24  | L 3075 – Kreisgrenze – (K 92 im Landkreis Kassel) |
| K 25  | – Obernburg – K 29 – Hof Lauterbach – L 3084 |
| K 26  | L 3215 – Böhne – K 27 – K 28 – L 3383 in Bergheim |
| K 27  | in Buhlen – K 26 in Böhne |
| K 28  | K 26 in Böhne – Königshagen – L 3383 in Bergheim |
| K 29  | in Thalitter – K 25 |
| K 30  | – Marienhagen – L 3084 |
| K 31  | L 3084 in Vöhl – K 32 – Asel |
| K 32  | K 31 – Asel Ost – Eder |
| K 33  | L 3383 in Bergheim – L 3086 in Giflitz |
| K 34  | – L 3086 in Affoldern |
| K 35  | Bringhausen – Hemfurth – K 36 – L 3086 |
| K 36  | Edersee – K 35 in Hemfurth (2022 zur Gemeindestraße abgestuft) |
| K 37  | in Obermöllrich – Bad Wildungen – – Kreisgrenze – (K 74 im Schwalm-Eder-Kreis) – Kreisgrenze – Abschnitt ohne eine Straßenverbindung – Kreisgrenze – (K 74 im Schwalm-Eder-Kreis) |
| K 38  | L 3332 in Frebershausen – K 39 – Albertshausen – K 40 in Reinhardshausen |
| K 39  | L 3332 in Gellershausen – K 38 – Hüddingen – in Hundsdorf |
| K 40  | in Bad Wildungen – K 41 – Reinhardshausen – K 38 – K 43 – |
| K 41  | L 3086 in Anraff – K 40 in Bad Wildungen |
| K 43  | K 40 – – Hundsdorf – Armsfeld – K 47 – L 3296 |
| K 44  | in Braunau – L 3296 |
| K 45  | L 3296 – Kreisgrenze – (K 61 im Schwalm-Eder-Kreis) |
| K 47  | K 106 – Hüttenrode – K 43 in Armsfeld |
| K 48  | (K 54 im Hochsauerlandkreis, Nordrhein-Westfalen) – Landesgrenze – Neukirchen – K 49 – L 3076 in Sachsenberg                                                                      |
| K 49  | (K 76 im Hochsauerlandkreis, Nordrhein-Westfalen) – Landesgrenze – Neukirchen – K 48 – L 617 in Münden                                                                            |
| K 50  | L 3076 in Nordenbeck – K 53 – Ober-Ense – K 54 – Immighausen – K 52 – K 51 – Fürstenberg – L 3076 in Rhadern                                                                      |
| K 51  | K 50 in Fürstenberg – L 3084 in Buchenberg |
| K 52  | L 3076 in Goddelsheim – Immighausen – K 50 – in Thalitter |
| K 53  | K 50 in Nordenbeck – K 54 – Nieder-Ense – in Dorfitter |
| K 54  | K 50 in Ober-Ense – K 53 in Nieder-Ense |
| K 55  | L 3083 in Hillershausen – L 3076 in Goddelsheim |
| K 56  | L 3083 – Goldhausen – L 3076 in Nordenbeck |
| K 57  | L 3083 in Lengefeld – L 3076 |
| K 58  | in Lelbach – L 3083 in Lengefeld |
| K 59  | – K 62 – Harbshausen Ederufer – K 62 – Asel Süd |
| K 60  | (K 51 im Hochsauerlandkreis, Nordrhein-Westfalen) – Landesgrenze – Nieder-Schleidern – L 3437                                                                                     |
| K 61  | – Welleringhausen – K 18 – L 3437 |
| K 62  | K 59 – Harbshausen – K 59 |
| K 63  | L 3078 in Heringhausen – K 71 – Stormbruch – K 69 – Ottlar – K 70 – Rattlar – K 65 – Schwalefeld – L 3393                                                                         |
| K 64  | L 3082 in Deisfeld – K 67 in Schweinsbühl |
| K 65  | K 63 in Rattlar – in Usseln |
| K 67  | K 73 in Benkhausen – Schweinsbühl – K 64 – K 68 – |
| K 68  | K 67 – in Rhena |
| K 69  | K 63 – K 70 – L 3082 in Giebringhausen |
| K 70  | K 63 in Ottlar – K 69 |
| K 71  | K 63 – L 3082 in Giebringhausen |
| K 72  | L 3078 in Rhenegge – L 3082 in Sudeck |
| K 73  | L 3082 in Adorf – Benkhausen – K 67 – L 3076 |
| K 74  | L 3076/L 3078 in Adorf – Wirmighausen – K 75 – L 3076 in Flechtdorf |
| K 75  | Kleppequelle – K 74 in Wirmighausen |
| K 76  | (K 64 im Hochsauerlandkreis, Nordrhein-Westfalen) – Landesgrenze – L 3078 |
| K 77  | L 3076 – Helmscheid – K 78 – L 3297 in Berndorf |
| K 78  | K 77 – L 3297 in Mühlhausen |
| K 79  | L 3297 in Mühlhausen – |
| K 80  | L 3078 – L 3297 in Gembeck |
| K 81  | L 3198 – Kohlgrund – K 89 – Landesgrenze – (K 66 im Hochsauerlandkreis, Nordrhein-Westfalen)                                                                                      |
| K 83  | L 3438 – Rhoden – |
| K 84  | (K 68 im Hochsauerlandkreis, Nordrhein-Westfalen) – Landesgrenze – Hesperinghausen – K 87 – Helmighausen – L 3198 – L 3438                                                        |
| K 85  | L 3084 in Niederorke – in Ederbringhausen |
| K 87  | K 84 in Hesperinghausen – L 3198 |
| K 88  | (K 63 im Hochsauerlandkreis, Nordrhein-Westfalen) – Landesgrenze – L 3078 in Adorf                                                                                                |
| K 89  | (K 67 im Hochsauerlandkreis, Nordrhein-Westfalen) – Landesgrenze – K 81 in Kohlgrund                                                                                              |
| K 90  | K 6 in Lütersheim – Kreisgrenze – (K 93 im Landkreis Kassel) |
| K 91  | (K 70 im Hochsauerlandkreis, Nordrhein-Westfalen) – Landesgrenze – L 3438 in Orpethal                                                                                             |
| K 92  | L 3084 – Oberorke – K 93 in Viermünden |
| K 93  | L 3076 in Schreufa – Viermünden – K 92 – |
| K 94  | Louisendorf – K 95 – in Geismar |
| K 95  | K 94 in Louisendorf – Ellershausen – K 96 – L 3332 |
| K 96  | K 95 in Ellershausen – Allendorf – L 3332 – Dainrode – Haubern – L 3332 |
| K 97  | L 3073 – Friedrichshausen – L 3073 |
| K 98  | in Bottendorf – L 3076 |
| K 99  | L 3076 – Willersdorf – Oberholzhausen – K 100 – L 3077 – Lehnhausen – L 3073 in Gemünden (Wohra)                                                                                  |
| K 100 | K 99 in Oberholzhausen – L 3073 in Mohnhausen |
| K 101 | – Altenhaina – K 104 – Halgehausen – K 103 – Bockendorf – K 105 – L 3073 |
| K 103 | K 101 in Halgehausen – K 105 |
| K 104 | K 101 – L 3077 in Haina (Kloster) |
| K 105 | K 101 in Bockendorf – K 103 – L 3077 in Haina (Kloster) |
| K 106 | L 3077 – K 107 – K 47 – Battenhausen – L 3296 in Haddenberg |
| K 107 | L 3077 in Haina (Kloster) – K 106 |
| K 108 | Willershausen – L 3077/L 3087 in Rosenthal |
| K 109 | L 3077 in Haina (Kloster) – Herbelhausen – K 100 – L 3073 in Gemünden (Wohra) |
| K 110 | K 109 in Herbelhausen – L 3296 |
| K 111 | L 3090 in Frohnhausen – Kreisgrenze – (K 88 im Landkreis Marburg-Biedenkopf) |
| K 112 | L 553 in Hatzfeld (Eder) – Lindenhof |
| K 113 | (K 55 im Kreis Siegen-Wittgenstein, Nordrhein-Westfalen) – Landesgrenze – L 553                                                                                                   |
| K 114 | K 115 – K 130 – L 3382 in Dodenau |
| K 115 | L 553 in Hatzfeld (Eder) – Biebighausen – K 114 – L 3382 in Reddighausen |
| K 116 | in Laisa – in Berghofen |
| K 117 | – Burgwald – K 124 – Wiesenfeld – K 118 – |
| K 118 | Haine – Birkenbringhausen – K 124 – K 117 in Wiesenfeld |
| K 119 | L 3382 in Battenfeld – Battenberg (Eder) – L 3478 – |
| K 121 | in Battenfeld – Allendorf (Eder) – in Rennertehausen |
| K 122 | Osterfeld – |
| K 123 | Neuludwigsdorf – in Bromskirchen |
| K 124 | K 118 in Birkenbringhausen – K 117 in Burgwald |
| K 125 | L 3073 – in Röddenau |
| K 126 | (K 55 im Hochsauerlandkreis, Nordrhein-Westfalen) – Landesgrenze – Rengershausen – K 128 – K 129 – K 127 – L 3073 in Frankenberg (Eder)                                           |
| K 127 | Rodenbach – K 126 in Frankenberg (Eder) |
| K 128 | Wangershausen – K 126 |
| K 129 | Hommershausen – K 126 |
| K 130 | (K 40 im Kreis Siegen-Wittgenstein, Nordrhein-Westfalen) – Landesgrenze – K 114                                                                                                   |